# Stubbe – Von Fall zu Fall: Der König ist tot
Der König ist tot ist ein deutscher Fernsehfilm von Bernd Böhlich aus dem Jahr 2014. Es handelt sich um den neunundvierzigsten und sogleich vorletzten Filmbeitrag der ZDF-Kriminalfilmreihe Stubbe – Von Fall zu Fall mit Wolfgang Stumph in der Titelrolle.

## Handlung
Der Kommissar Stubbe und sein Kollege Zimmermann müssen den Tod des Immobilienmaklers Tim König aufklären, der unmittelbar vor seiner Wohnung erschlagen wurde. Stubbe und Zimmermann ermitteln in alle Richtungen und schauen sich das Maklerbüro und dessen Angestellte genau an. Bei seinem Vorgesetzten Peter Fährmann war er als sehr zuverlässig bekannt und hätte angeblich bei den Kunden immer den richtigen Ton getroffen. Stubbe findet allerdings in älteren Pressemeldungen auch Berichte von unzufriedenen Mietern, die auf König und das Maklerbüro nicht gut zu sprechen waren. Mit extremen Mietsteigerungen wurden Sanierungskosten auf ihre Mieten umgelegt, oder sogar Wohnungskündigungen ausgesprochen. Im Rahmen der Gentrifizierung wurden Mieter mit Abfindungen aus ihren langjährigen Mietverträgen „gelockt“ und die ganz Hartnäckigen mussten eines Tages feststellen, dass sie mit Brandstiftung rechnen mussten. Gewerbetreibende berichten, dass das Maklerbüro vorhatte ihre gewerblichen Mieten zu Verdreifachen, was sie nur mit massiven Protest abwenden, bzw. einen zeitlichen Aufschub erwirken konnten. Somit haben viele ein Tatmotiv, aber die Ermittler haben bisher noch nicht herausfinden können, wen König zuletzt getroffen hatte. Anhand einer Gaststättenquittung liegt nahe, dass er sich vor einigen Tagen dort aufgehalten hatte. Das Gespräch mit der Wirtin ist für Stubbe recht aufschlussreich, denn nach Angabe der Frau wäre König totunglücklich gewesen. Zum einen weil seine Freundin nichts mehr von ihm wissen wollte und zum anderen weil er seiner Meinung nach einen „Pakt mit dem Teufel“ geschlossen hätte. Die Wirtin meint, dass er damit nur seinen Job gemeint haben kann und auf welche Weise er sein vieles Geld verdient hätte.
Tina Rosinsky trifft in der Nähe des Tatorts zufällig ihre alte Freundin Susanne Lorenz wieder, die sie seit sechs Jahren nicht mehr gesehen hat. Sie versucht ihre Freundschaft aufleben zu lassen und erfährt, dass Susanne sowohl beruflich als auch privat Schiffbruch erlitten hat. Rosinsky spricht mit Stubbe darüber, dass sie das Gefühl hat, dass da irgendetwas nicht stimmen würde. Einige Tage später erscheint Lorenz auf dem Präsidium und gibt zu Protokoll, dass sie einen Streit zwischen König und einem anderen Mann beobachtet hätte. Die Beschreibung dieses Mannes passt auf Karl Beck, der ein Fahrradgeschäft besitzt und der von König eine Abfindung angeboten bekommen hatte, damit er seinen Laden aufgibt. Beck wird verhört, leugnet allerdings mit König am Tattag gestritten zu haben.
Eine vage Spur führt Stubbe zu Dirk Darmstädter, dem aktuellen Lebensgefährten von Rosinskys Freundin. Dem Kommissar ist zwar nicht recht klar, in welcher Konstellation Darmstädter zu dem Ermordeten stand, aber die Indizien sind eindeutig. So gibt Darmstädter zu, König sehr gut gekannt und öfter mit ihm gesprochen zu haben, weil König in letzter Zeit immer jemanden zum Reden gesucht habe. So habe er Darmstädter anvertraut, im Auftrag seines Chefs Feuer in den Häusern gelegt zu haben, wo die Mieter nicht ausziehen wollten. Und nun habe er einen neuen Auftrag erhalten, um Karl Beck kleinzukriegen. Dieser wird nun erneut verhört und gibt zu, auf König vor seiner Wohnung zugegangen zu sein, um ihm zu sagen, dass er die Abfindung annehmen wolle. Doch nun habe König ihm plötzlich viel weniger geben wollen, woraufhin er wütend geworden sei und nach dem nächstbesten Stein gegriffen und zugeschlagen habe.

## Nebenhandlung
Während Wilfried Stubbe in Vermieterkreisen ermittelt, ist seine Tochter Christiane im gleichen Milieu unterwegs, weil sie für ihre kleine Familie eine Wohnung sucht. Stubbe ist nicht begeistert und als ihm Marlen so nebenbei mitteilt, dass sie sich bei der Dresdner Polizei beworben und eine Zusage erhalten hat, fühlt er sich von allen übergangen.

## Hintergrund
Der Film wurde vom 18. April bis zum 23. Mai 2013 unter dem Arbeitstitel Absturz in Hamburg gedreht und am 18. Januar 2014 um 20:15 Uhr im ZDF erstausgestrahlt.

## Rezeption

### Einschaltquote
Die Erstausstrahlung von Der König ist tot am 4. Januar 2014 im ZDF erreichte 7,92 Millionen Zuschauer und einen Marktanteil von 23,5 Prozent.

### Kritik
Rainer Tittelbach von tittelbach.tv meinte: „‚Der König ist tot‘ ist ein starker ‚Stubbe‘. Das Drehbuch von Astrid Ströher ist clever gebaut, als Rückblende konstruiert und – was den Plot angeht – spannungsdramaturgisch perfekt verdichtet. Für die letzte halbe Stunde haben sich drei Verdächtige herausgeschält – und wie man den Mordfall auch dreht und wendet, für jeden als Täter gibt es gleichsam gute Argumente. Mit dem Erreichen des Ausgangspunkts der Rückblende kommt noch ein formales spannungssteigerndes Moment hinzu. Weitgehend gelungen auch, wie die soziale Kritik in die Geschichte eingeflochten ist. Das Schanzenviertel im Würgegriff der Spekulanten.“
Die Kritiker der Fernsehzeitschrift TV Spielfilm vergaben die bestmögliche Wertung (Daumen nach oben) und fassten zusammen: „Kiezkrimi mit einem Schuss Sozialkritik.“